# Bay United
Der Bay United Football Club ist ein südafrikanischer Fußballverein aus Gqeberha. Der Verein spielt in der National First Division.

Der Verein wurde 2006 als Nachfolgeverein von Maritzburg United mit Unterstützung von Volkswagen Südafrika gegründet, jedoch existieren heute wieder beide Fußballklubs, nachdem Sipho Pityana den Verein 2007 übernommen hatte. Danach konnte sich der Verein 2008 für die Premier League Soccer qualifizieren, stieg jedoch als Tabellenletzter sofort wieder ab. Seither konnte der Verein den Wiederaufstieg nicht mehr erreichen und Sponsoren aus Port Elizabeth blieben weitestgehend aus. Deshalb erklärte Pitanyas Firma Izingwe Holdings im März 2010, sie wolle den Verein verkaufen, bislang fand sich allerdings noch kein Käufer.

## Erfolge
- 2007/08 Sieger der Relegation zur Premier Soccer League

## Saisonübersicht

### Premier Soccer League
- 2008/2009 – Platz 16

### National First Division – Coastal Stream
- 2007/2008 – Platz 2
- 2009/2010 – Platz 3